# رودلف شميت
رودلف شميت (بالألمانية: Rudolf Schmidt)‏ (12 مايو 1886 برلين ألمانيا - 7 أبريل 1957 كريفلد ألمانيا) هو عسكري ألماني يحمل رتبة كولونيل عام، شارك في الحرب العالمية الأولى والحرب العالمية الثانية.

## روابط خارجية
- رودلف شميت على موقع مونزينجر (الألمانية)